# Województwo częstochowskie

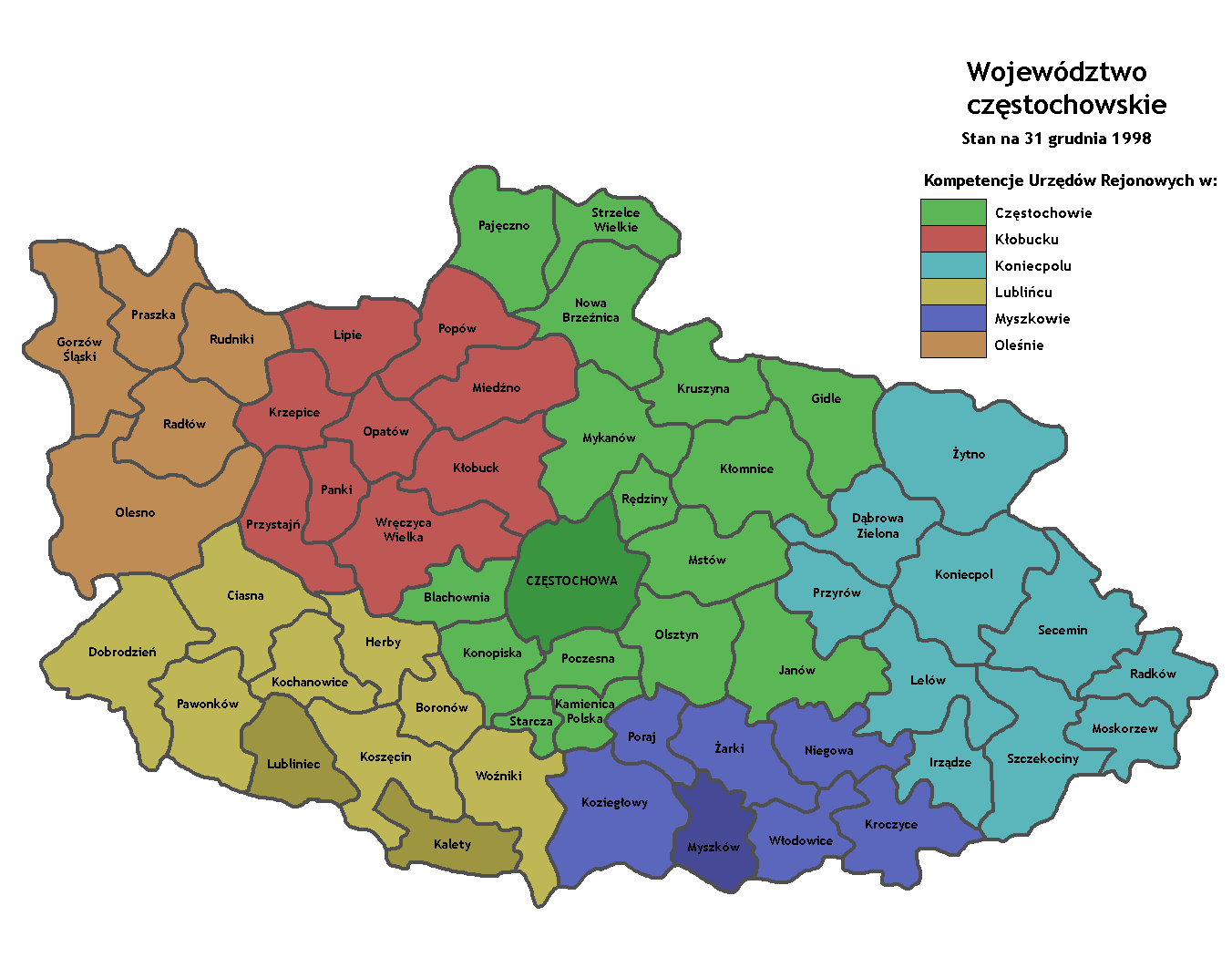
Mapa województwa w ostatnim dniu jego istnienia z podziałem na gminy i urzędy rejonowe.

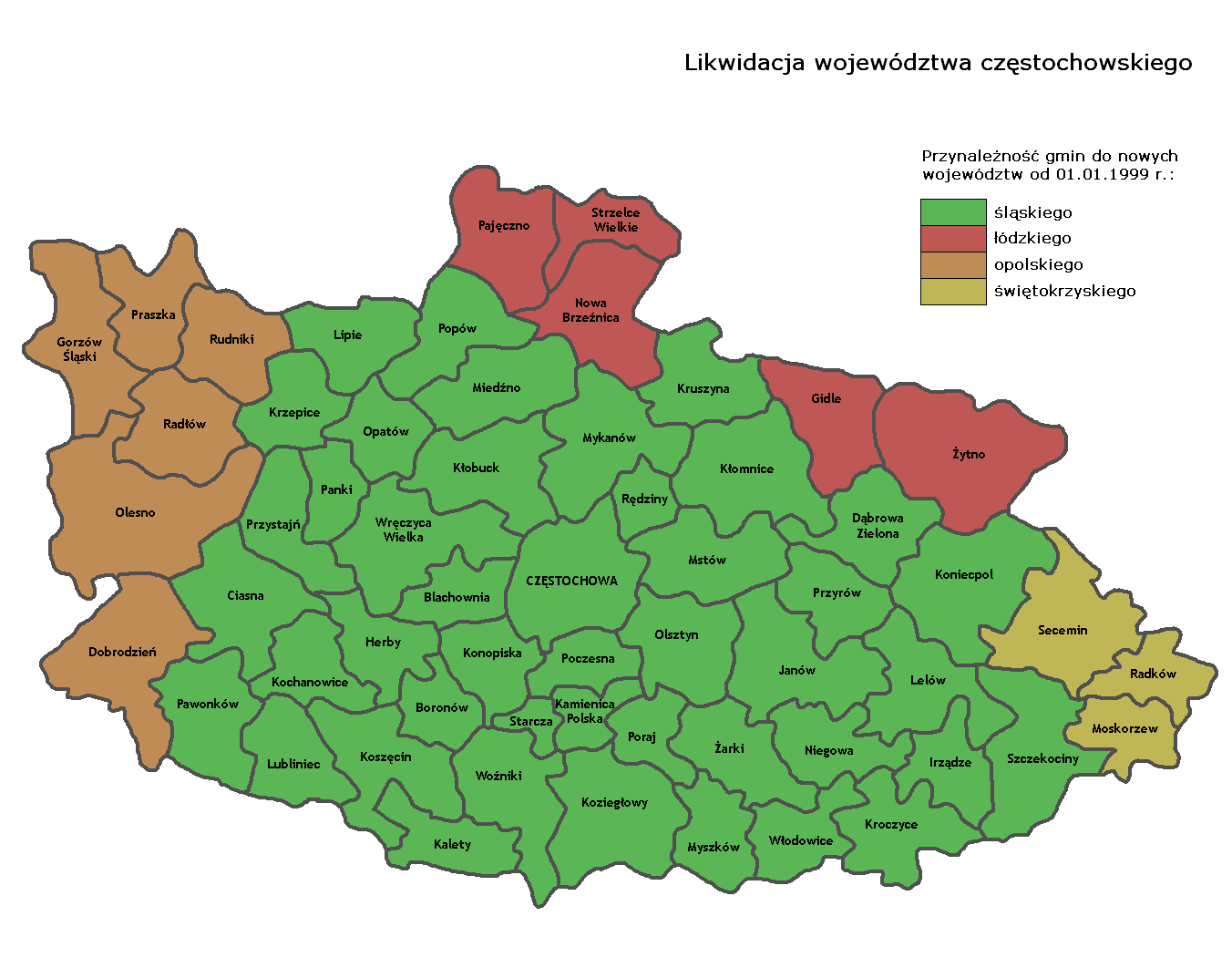
Przynależność wojewódzka gmin byłego województwa częstochowskiego po 31 grudnia 1998 roku

Województwo częstochowskie – polskie województwo ze stolicą w Częstochowie istniejące w latach 1975–1998, jedno z 49 ówcześnie istniejących.

## Historia
Reformę administracyjną w 1975 roku przyjęto w pośpiechu i bez debaty publicznej. 12 maja plenum KC PZPR podjęło decyzję o zmianie podziału administracyjnego kraju, a ustawę wprowadzającą zmiany Sejm przyjął już 28 maja z mocą obowiązującą od 1 czerwca.
Dopiero 3 czerwca 1975 roku w magazynie „Nad Wartą” poinformowano mieszkańców Częstochowy, że miasto stało się siedzibą województwa.
Początkowo część wydziałów urzędu wojewódzkiego ulokowano z przyczyn lokalowych w Kłobucku. W związku z tym władze nakazały uruchomienie podmiejskiej linii MPK na trasie Częstochowa-Kłobuck.
Konsekwencją utworzenia nowego województwa było poszerzenie granic Częstochowy w dniu 1 stycznia 1977 r. Powodem była chęć zwiększenia populacji miasta ponad 200 tys. mieszkańców.
W nowym podziale administracyjnym zostało rozdzielone pomiędzy województwa śląskie, opolskie, łódzkie i świętokrzyskie, pomimo zabiegów o utworzenie tzw. województwa staropolskiego. Ostatnie próby odtworzenia województwa częstochowskiego były planowane w formie referendum przeprowadzonego przy okazji wyborów parlamentarnych w 2011 roku, później postulat jego utworzenia został podniesiony przez polityków PiS w 2015 roku, którzy jednak w 2017 r. przesunęli jego realizację na kolejną kadencję Sejmu.

## Geografia
Województwo częstochowskie zajmowało powierzchnię 6182 km², rozciągłość południkowa wynosiła 77 km, a równoleżnikowa 127 km. Punkty skrajne:
- północny: 51°12′N
- południowy: 50°29′N
- wschodni: 20°06′E
- zachodni: 18°18′E

Długość granic wynosiła 597 km, z czego z województwami: katowickim 142 km, piotrkowskim 133 km, opolskim 124 km, kieleckim 97 km, sieradzkim 85 km, kaliskim 5 km.
Obejmowało 17 miast (Częstochowa, Lubliniec, Myszków, Kłobuck, Kalety, Olesno, Pajęczno, Koniecpol, Blachownia, Gorzów Śląski, Praszka, Krzepice, Szczekociny, Woźniki, Żarki, Koziegłowy, Dobrodzień) i 52 gminy.
| Miesiąc                              | Sty   | Lut  | Mar  | Kwi  | Maj  | Cze  | Lip   | Sie  | Wrz  | Paź  | Lis  | Gru   | Roczna |
| ------------------------------------ | ----- | ---- | ---- | ---- | ---- | ---- | ----- | ---- | ---- | ---- | ---- | ----- | ------ |
| Rekordy maksymalnej temperatury [°C] | 5.7   | 13.8 | 15.6 | 19.2 | 29.0 | 33.0 | 25.3  | 27.8 | 25.4 | 20.2 | 18.7 | 8.6   | 33,0   |
| Średnie dobowe temperatury [°C]      | -5.0  | 1.3  | 2.7  | 4.6  | 13.6 | 16.9 | 17.2  | 18.3 | 12.6 | 5.9  | 3.0  | 0.3   |        |
| Rekordy minimalnej temperatury [°C]  | -17.2 | -9.8 | -6.6 | -4.6 | 2.8  | 6.0  | 10.2  | 9.2  | 1.6  | -5.0 | -5.0 | -18.6 | −18,6  |
| Opady [mm]                           | 5.9   | 26.9 | 24.7 | 30.1 | 95.8 | 97.3 | 239.4 | 55.1 | 23.0 | 61.4 | 60.9 | 50.0  | 770,4  |
| Źródło: 2015-11-02                   |       |      |      |      |      |      |       |      |      |      |      |       |        |

## Wojewodowie częstochowscy[8]
- Mirosław Wierzbicki (1.06.1975 – 11.12.1980)
- Grzegorz Lipowski (31.12.1980 – 31.03.1990)
- Jerzy Guła (15.05.1990 – 10.12.1994)
- Cezary Marek Graj (1.02.1995 – 20.1.1997)
- Szymon Giżyński (19.12.1997 – 31.12.1998)

## Urzędy Rejonowe

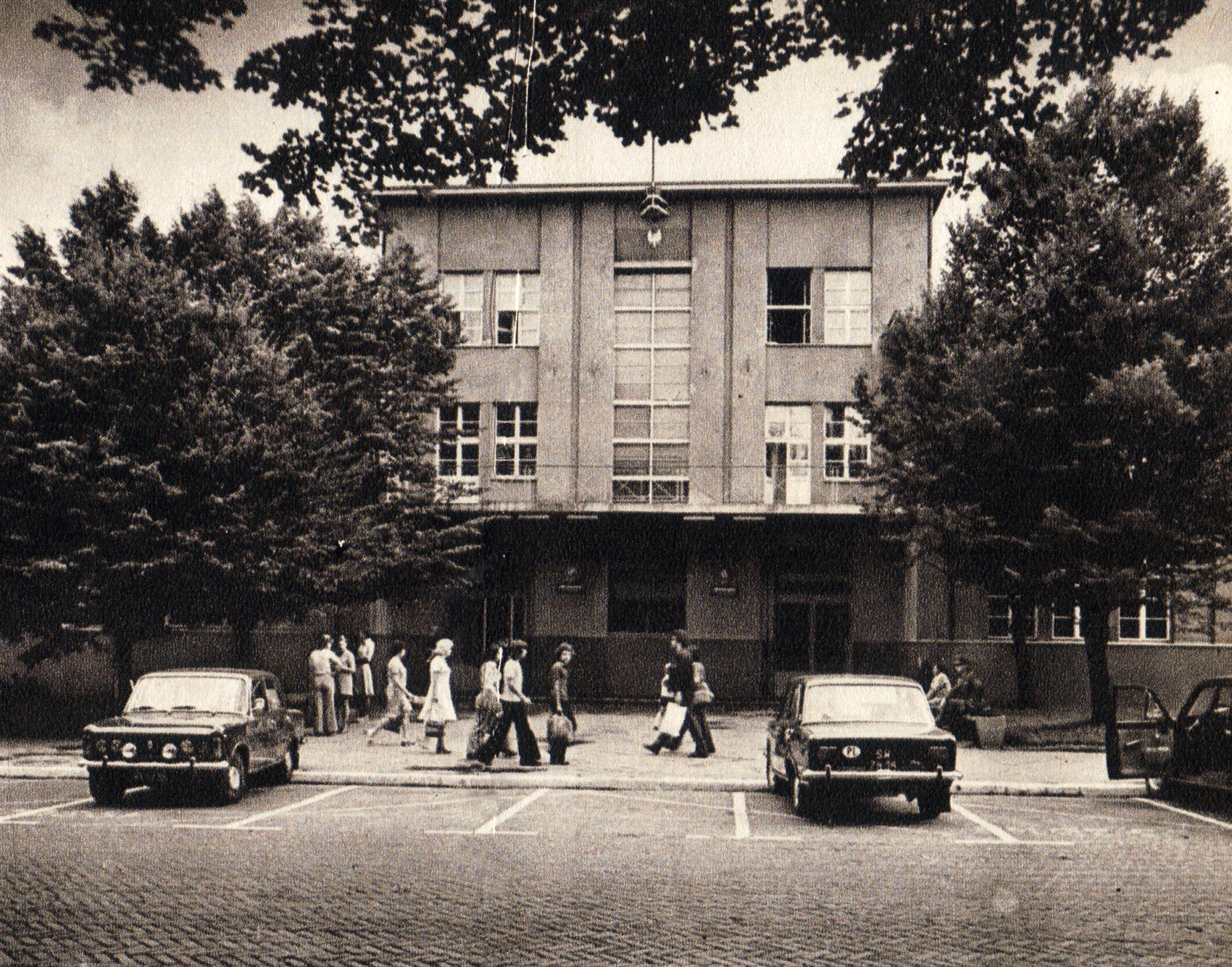
Urząd Wojewódzki w Częstochowie

- Urząd Rejonowy w Częstochowie dla gmin: Blachownia, Gidle, Janów, Kamienica Polska, Kłomnice, Konopiska, Kruszyna, Mstów, Mykanów, Nowa Brzeźnica, Olsztyn, Pajęczno, Poczesna, Rędziny, Starcza i Strzelce Wielkie oraz miast: Blachownia (do 1 stycznia 1992[9]), Częstochowa i Pajęczno (do 1 stycznia 1992[9])
- Urząd Rejonowy w Kłobucku dla gmin: Kłobuck, Krzepice, Lipie, Miedźno, Opatów, Panki, Popów, Przystajń i Wręczyca Wielka oraz miast (do 1 stycznia 1992[9]): Kłobuck i Krzepice
- Urząd Rejonowy w Koniecpolu dla gmin: Dąbrowa Zielona, Irządze, Koniecpol, Lelów, Moskorzew, Przyrów, Radków, Secemin, Szczekociny i Żytno oraz miast (do 1 stycznia 1992[9]): Koniecpol i Szczekociny
- Urząd Rejonowy w Lublińcu dla gmin: Boronów, Ciasna, Dobrodzień, Herby, Kochanowice, Koszęcin i Pawonków, oraz miast: Dobrodzień (do 1 stycznia 1992[9]), Kalety, Lubliniec i Woźniki (do 1 stycznia 1992[9])
- Urząd Rejonowy w Myszkowie dla gmin: Koziegłowy, Kroczyce, Niegowa, Poraj, Włodowice i Żarki oraz miast: Koziegłowy (do 1 stycznia 1992[9]), Myszków i Żarki (do 1 stycznia 1992[9])
- Urząd Rejonowy w Oleśnie dla gmin: Gorzów Śląski, Olesno, Praszka, Radłów i Rudniki oraz dla miast (do 1 stycznia 1992[9]): Gorzów Śląski, Praszka i Olesno

## Miasta
Ludność 31 grudnia 1998:
| - Częstochowa – 257 812 - Myszków – 33 016 - Lubliniec – 29 359 - Kłobuck – 13 254 - Olesno – 10 027 - Kalety – 9 983 | - Blachownia – 9 967 - Praszka – 8 230 - Pajęczno – 6 731 - Koniecpol – 6 366 - Woźniki – 4 532 - Krzepice – 4 530 | - Żarki – 4 387 - Dobrodzień – 4 168 - Szczekociny – 3 950 - Gorzów Śląski – 2 606 - Koziegłowy – 2 493 |

## Ludność w latach
| Rok                    | Liczba mieszkańców |
| ---------------------- | ------------------ |
| 1975 (31 grudnia)      | 727,4 tys.         |
| 1976 (31 grudnia)      | 730,5 tys.         |
| 1977 (31 grudnia)      | 733,7 tys.         |
| 1978 (spis powszechny) | 741 698            |
| 1978 (31 grudnia)      | 742 tys.           |
| 1979 (31 grudnia)      | 745,7 tys.         |
| 1980 (31 grudnia)      | 747,9 tys.         |
| 1983 (31 grudnia)      | 759,3 tys.         |
| 1985 (31 grudnia)      | 767,4 tys.         |
| 1986                   | 769,5 tys.         |
| 1987                   | 771,3 tys.         |
| 1988                   | 772,6 tys.         |
| 1989 (31 grudnia)      | 776,1 tys.         |
| 1990 (30 czerwca)      | 776,1 tys.         |
| 1990 (31 grudnia)      | 776,7 tys.         |
| 1991 (31 grudnia)      | 777 tys.           |
| 1992 (31 grudnia)      | 781,9 tys.         |
| 1993 (30 czerwca)      | 781,6 tys.         |
| 1994 (31 grudnia)      | 782,7 tys.         |
| 1995 (30 czerwca)      | 782,1 tys.         |
| 1995 (31 grudnia)      | 782,3 tys.         |
| 1997 (31 grudnia)      | 780,3 tys.         |